# Suíça nos Jogos Olímpicos de Inverno de 1984
A Suíça competiu nos Jogos Olímpicos de Inverno de 1984, realizados em Sarajevo, Iugoslávia.